# Arli$$
Arli$$ è una serie televisiva statunitense in 80 episodi trasmessi per la prima volta nel corso di 7 stagioni dal 1996 al 2002.

## Trama
Le vicende di un agente sportivo e del suo gruppo di collaboratori.

## Episodi
| Stagione         | Episodi | Prima TV USA |
| ---------------- | ------- | ------------ |
| Prima stagione   | 11      | 1996         |
| Seconda stagione | 10      | 1997         |
| Terza stagione   | 13      | 1998         |
| Quarta stagione  | 12      | 1999         |
| Quinta stagione  | 13      | 2000         |
| Sesta stagione   | 10      | 2001         |
| Settima stagione | 11      | 2002         |

## Personaggi e interpreti

### Personaggi principali
- Arliss Michaels, interpretato da Robert Wuhl.
- Rita Wu, interpretata da Sandra Oh.
- Kirby Carlisle, interpretato da Jim Turner.
- Stanley Babson, interpretato da Michael Boatman.

### Personaggi secondari
- Rosie Capelli, interpretata da Chrisanne Eastwood.
- Mike Armstrong, interpretato da John Reilly.
- Latrelle Shabazz, interpretato da Mailon Rivera.
- Bill Horton, interpretato da Lee Arenberg.
- Bernie, interpretato da Richard Minchenberg.
- Jeremy Brenner, interpretato da Matt Winston.
- Deacon, interpretato da George Wallace.
- Rita, interpretata da Kim Tavares.
- Alvin Epps, interpretato da Reg E. Cathey.

### Guest star
Quasi ogni episodio include uno o più personaggi di rilievo, soprattutto del settore sportivo (atleti, allenatori, personaggi delle emittenti televisive), che appaiono nel ruolo di loro stessi.
- James Coburn
L'attore appare nella sua ultima interpretazione prima del suo attacco di cuore fatale nel 2002.
- Bob Costas
- Van Earl Wright
- Jerry Jones
- Jim Lampley
- Tommy Lasorda
- Jeremy Roenick
- Jamal Anderson
- Bob Arum
- Chris Berman
- Al Bernstein
- Barry Bonds
- Gary Carter
- Roger Clemens
- Norm Crosby
- Óscar de la Hoya
- Marshall Faulk
- Ken Griffey, Jr.
- Jim Hill
- Roy Jones Jr.
- Eric Karros
- Larry King
- Jeanette Lee
- Al Michaels
- Gary Miller
- Jon Miller
- Chris Myers
- Pat O'Brien
- Shaquille O'Neal
- Andre Rison
- Curt Schilling
- Stuart Scott
- Robert Shapiro
- Bruce Smith
- Ozzie Smith
- George M. Steinbrenner III
- Katarina Witt
- Dave Winfield
- Scott Erickson
- Eric Bischoff
- Jay Buhner
- Kobe Bryant
- Regis Philbin
- Alex Trebek
- Amanda Bynes
- Bobby Labonte
- Kyle Petty
- Dominik Hašek
- Tim Duncan
- Juan Pablo Montoya
- James Coburn
- Rich Eisen
- David Falk
- Tony Gonzalez
- Michael Irvin
- Lincoln Kennedy
- Barry Larkin
- Dan Marino
- Dan Patrick
- Emmitt Smith
- Joe Theisman
- Keith Van Horn
- Kristy Wu
- Jim Edmonds
- Kevin James

## Produzione
La serie è stata prodotta da HBO e Rysher Entertainment. 
Tra i registi sono accreditati: Michael Grossman in 12 episodi (1998-2002), Robert Wuhl in 8 episodi (1996-2002), Stephen C. Confer in 7 episodi (1998-2002), Melanie Mayron in 7 episodi (1998-2002), Timothy Marx in 6 episodi (1997-2002), Rodman Flender in 4 episodi (1996-1997), Linda Rockstroh in 4 episodi (1998-2001), John Murray in 4 episodi (1999-2002), Rena Sternfeld-Allon in 4 episodi (1999-2002), Peter Baldwin in 3 episodi (1996-1997), Andy Wolk in 2 episodi (1996-1999), Nick Marck in 2 episodi (1996), John Fortenberry in 2 episodi (1997-1998), John Payson in 2 episodi (1997), Ellen S. Pressman in 2 episodi (1997), Perry Lang in 2 episodi (1998), 
Tra gli sceneggiatori sono accreditati: Joan Ackermann in 16 episodi (1996-2002), Kevin Falls in 12 episodi (1996-2000), Matt McGuinness in 12 episodi (1998-2002), Allan Stephan in 9 episodi (1998-2002), Robert Wuhl in 8 episodi (1996-2002), Barry Gold in 8 episodi (1997-2000), Nunzio DeFilippis in 5 episodi (1999-2001), Christina Weir in 5 episodi (1999-2001), Norman Chad in 3 episodi (1997-2000), Rebecca Reynolds in 3 episodi (2001-2002), Andy Munsey in 2 episodi (1996-1997), Jon Hayman in 2 episodi (1996), Scott Kaufer in 2 episodi (1997), Chrisanne Eastwood in 2 episodi (2001-2002), Seth Greenland in 2 episodi (2002).

## Colonna sonora
Le musiche sono state composte da Ed Smart.

## Distribuzione
La serie è stata trasmessa negli Stati Uniti dal 10 agosto 1996 all'8 settembre 2002 sulla rete televisiva HBO.
Alcune delle uscite internazionali sono state: in Israele il 5 settembre 1998, in Francia il 13 marzo 1999, in Svezia il 24 marzo 1999.